# Звіт меншості
«Звіт меншості», також як «Окрема думка» (англ. The Minority Report) — коротка повість Філіпа Діка. Вперше видана в січні 1956 року видавництвом «King-Size Publications, Inc» у журналі «Fantastic Universe». Увійшла до четвертого тому 
 «Зібраної короткої прози Філіпа К. Діка» 1987 року. Твір відображає багато переживань Філіпа Діка пов'язаних з холодною війною. Зокрема стосунки між авторитаризмом і особистою свободою. Як і багато інших історій які описують знання майбутніх подій, коротка повість ставить під сумнів існування свободи волі.
У 2002 році за мотивами твору було знято фільм.
Українською мовою коротка повість опублікована «Видавництвом Жупанського» у 2023 році в третьому томі «Повного зібрання короткої прози» Філіпа К. Діка в перекладі Ганни Гнедкової.

## Сюжет
Історія оповідає про Джона Андертона — начальника відділу поліції з передбачення злочинів. Одного дня він отримує звіт в якому написано що він уб'є чоловіка на ім'я Леопольд Каплан, людину яку він ніколи навіть не зустрічав. Спочатку Джон тікає, але потім вирішує взнати чого «прови» назвали його вбивцею. Він дізнається що Каплан хоче розформувати відділ, заявляючи що вони помилково передбачають злочини. Здавшись Андертон зустрічається з Капланом на мітингу, де він використовується як приклад неефективності відділку. На здивування усіх, Андертон витягує пістолет і убиває Каплана. Він і його дружина вигнані до позапланетного концентраційного табору.
По дорозі туди, Джон пояснює свій вчинок. Після отримання усіх даних він побачив що в одному звіті меншості було написано що він не вб'є Каплана. Тоді він зрозумів що кожен звіт базувався на його ознайомленню з попередніми звітами. В першому звіті він вбиває Каплана щоб не припустити закриття відділку. Наступний звіт описує те як він прочитавши перший звіт вирішив не стріляти Каплана. Останній звіт розповідав про плани Каплана зробити воєнний переворот і ввести воєнний стан, підштовхуючи Андертона на його вбивство. Вирішивши що це менше зло, Джон слідує шляху описаному в третьому звіті.

### Відділок з передбачення злочинів
Відділення було засноване за 30 років до подій короткої повісті, і призначалося для передбачення і попередження злочинів, затримуючи людей ще до того як вони мали змогу вчинити злочин. Цей метод замінив традиційну систему розкривання злочинів.

### Прови
«Прови» є мутантами з талантом передбачати майбутнє, можливості яких розвивають і збільшують в державній тренувальній школі — наприклад одного з провів було діагнозовано гідроцефалією, але можливість передбачати майбутнє було розвинене під шарами пошкоджених нервових тканин. Прови припасовані до машин, постійно щось бурмочуть поки комп'ютер слухає і конвертує це в події майбутнього. Дані тоді одночасно надсилаються до відділку і штабу армії, щоб попередити систематичну корупцію.

### Звіти
Кожен з трьох провів генерує свій власний звіт. Звіти тоді аналізуються комп'ютером, і якщо вони відрізняються один від одного, то на основі двох найбільш схожих генерується звіт більшості, і береться як точне передбачення майбутнього. Але існування звіту більшості вимагає існування звіту меншості. В короткій повісті Андертон думає що передбачене вбивство було згенероване як звіт більшості, і він пробує знайти звіт меншості, щоб взнати альтернативний варіант.
Проте головний герой довідується, що іноді всі три звіти сильно відрізняються, і більшості може і не бути, хоча два звіти можуть мати достатньо спільного щоб комп'ютер об'єднав їх в один. В розповіді всі звіти про Джона відрізняються тому що вони передбачають події послідовно, роблячи їх усіх звітами меншості. Ситуація Андертона унікальна, оскільки він є начальником відділку і сам отримав звіт, що дозволило йому змінити думку і позбавити чинності попередні передбачення.

## Медіа адаптації
Окрім фільму 2002 року «Особлива думка» Стівена Спілберга, за мотивами твору було зроблено відеогру «Minority Report: Everybody Runs» яку видала компанія «Activision». Також в 2015 році на телеканалі «FOX» вийшов телесеріал, який описує події після фільму.

## Видання українською мовою
- Дік, Філіп. К. Повне зібрання короткої прози. Том 3 / Пер. з англ.: Єгор Поляков, Ганна Гнедкова — Київ: Видавництво Жупанського, 2023. — (Ad Astra) — 592 с. ISBN 978-617-7585-85-4
  - Звіт меншості (із 356 с. по 397 с.; переклала Ганна Гнедкова)